# Historické župy na Slovensku

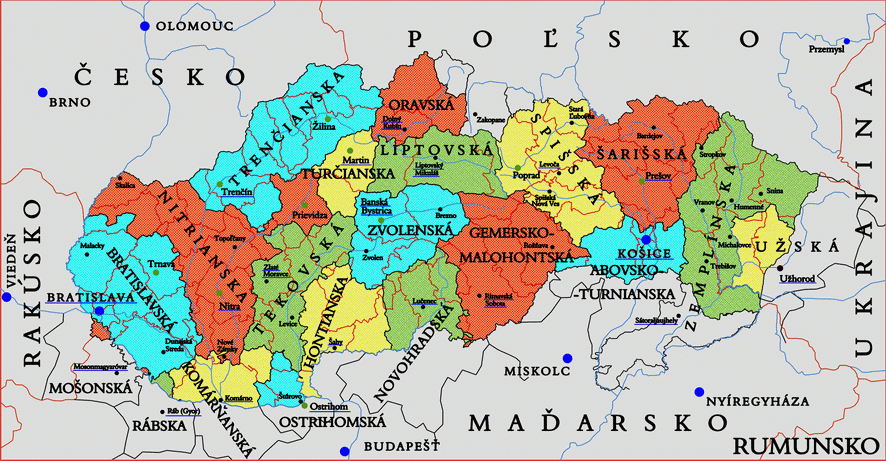
Župy na území dnešního Slovenska po roce 1882

Tento článek se zabývá vývojem komitátů, stolic a žup na území Slovenska.

## Moderní názvosloví
Ve slovenské historiografii existuje dvojitá terminologie ohledně této problematiky:
- 1. skupina historiků (např. František Sedlák) hovoří o župách v celém jejich vývoji od založení po rok 1918
- 2. skupina historiků (např. Juraj Žudel) upřesňuje, že byly postupně používány 3 názvy (termíny) podle charakteru těchto územních celků: 
  - do přelomu 13. a 14. století byl používán  termín komitát
  - od přelomu 13. a 14. století do roku 1849 byl používán  termín stolice
  - v letech 1849–1928 a 1940–1945 byl používán  termín župa

Přechod od komitátů ke stolicím probíhal v každé župě v jiném čase.

## Členění žup
Jednotlivé stolice (župy) se na Slovensku od 15. století do roku 1922 (s přestávkami v druhé polovině 19. století) dále členily na tzv. slúžnovské okresy (většinou čtyři).

## Dějiny žup na území Slovenska

### Komitáty (10.–13./14. století)
Komitáty v Uhersku začaly vznikat postupně pravděpodobně od konce 10. století za vlády Gejzy, případně prvního uherského krále Štěpána I. (1000–1038).
Na Slovensku kolem roku 1000 pravděpodobně už existovaly tyto komitáty:
- Bratislavský
- Mošonský
- Rábský
- Komárenský
- Ostřihomský
- Nitranský
- Novohradský (včetně pozdějšího Hontu)
- Turnianský

Další komitáty vznikaly přibližně takto:
- na počátku 11. století: Tekovský komitát, Zemplínský komitát, komitát comitatus Novi Castri (pozdější Abov, Šariš a Heveš)
- v 11. století: Hontský komitát (vyčleněním z Novohradského) a Užský komitát
- koncem 11. století: Trenčínský komitát, Gemerský komitát (vznikl nejpozději počátkem 12. století)
- ve 12. století: Zvolenský komitát (včetně pozdější Liptovské, Oravské a Turčianské stolice)
- ve druhé polovině 12. století: Spišský komitát
- první polovině 13. století: Šarišský komitát (vyčleněním z komitátu Novi Castri)
- ve druhé polovině 13. století: Abovská stolice (nový název pro komitát Novi Castri)
- v prvních desetiletích 14. století: Liptovská a Turčianská stolice (vyčleněním ze Zvolenského komitátu, který se tím změnil na stolici)
- ve druhé polovině 14. století: Oravská stolice (vyčleněním ze Zvolenského komitátu)

Kromě toho ještě existovalo množství malých tzv. pohraničních komitátů, jejichž úlohou bylo chránit hranice (na Slovensku např. Hlohovec). Zanikly spolu se vznikem stolic.

### Stolice (13./14. století–1849)
Ve 13. století postupně moc uherských králů upadala a královské komitáty se postupně začaly měnit na šlechtické stolice. Přeměna komitátů na stolice proběhla na Slovensku takto:
- do konce 13. století: Abov, Bratislava, Gemer, Hont, Komárno, Novohrad, Ostřihom, Zemplín
- okolo 1300: Spiš, Turňa
- začátek 14. století: Uh
- první polovina 14. století: Nitra, Šariš, Tekov, Trenčín, Liptov (osamostatnění), Turiec (osamostatnění), Zvolen
- druhá polovina 14. století: Orava (osamostatnění)

Hranice stolic se ustálily v 15. století. Na Slovensku existovalo od 14. století do roku 1802 (s výjimkou 1785–1790) těchto 21 stolic:
- Abovská
- Bratislavská
- Gemerská
- Hontianská
- Komárenská
- Liptovská
- Mošonská
- Nitranská
- Novohradská
- Oravská
- Ostřihomská
- Rábská
- Spišská
- Šarišská
- Tekovská
- Trenčínská
- Turčianská
- Turnianská
- Užská
- Zemplínská
- Zvolenská

V roce 1802 byl Malohont definitivně (předtím v letech 1786-1790 během tzv. josefínských reforem císaře Josefa II.) odčleněný od Hontianské stolice (od které ho však dělilo území Novohradské stolice) a sloučený spolu s Gemerskou stolicí do Gemersko-malohontské stolice.
Kromě stolic měly v Uhersku speciální status také některá města či provincie. Na Slovensku to byly v novověku zejména:
- na Spiši
  - Provincie XXIV spišských měst
  - Provincie XIII spišských měst
  - Provincie XVI spišských měst
- Svobodná královská města a báňská města (většinou na území dnešního Slovenska), jejichž seznam se stále měnil (v 19. století z nich zčásti vznikla tzv. municipiální města).

#### Josefínská reforma (1785–1790)
Hranice stolic a jejich funkce byly značně změněny v rámci tzv. josefínských reforem v roce 1785 (změna šlechtických stolic na moderní státní stolice), ale už roku 1790 uherská šlechta donutila Vídeň k návratu k systému před rokem 1785.

### Župy (1849–1945)

#### První provizorium (1849–1850)
Byly zachovány hranice bývalých stolic.

#### Druhé, tzv. Geringerovo, provizorium (13. září 1850 – 18. ledna 1853)
Na Slovensku byla Nitranská župa nahrazena Hornonitranskou a Dolnonitranskou župou a spojila se Abovská a Turnianská župa. K Dolnonitranské župě přibyly ještě Bánovský slúžnovský okres od Trenčínské stolice a Oslianský slúžnovský okres od Tekova. Části Komárenské, Ostřihomské a Rábské župy na levém břehu Dunaje byli spojeny do Komárenské župy (včetně předmostí Komárna na pravém břehu Dunaje, tj. dnešního maďarského města Komárom).
Vznikly tedy tyto župy na území Slovenska:
- Abovsko-turnianská
- Bratislavská
- Dolnonitranská
- Hornonitranská
- Gemerská
- Hontianská
- Komárenská
- Liptovská
- Mošonská
- Novohradská
- Oravská
- Rábská
- Spišská
- Šarišská
- Tekovská
- Trenčínská
- Turčianská
- Užská
- Zemplínská
- Zvolenská

#### Tzv. definitívum (1853–1860)
Oravská a Turčianská župa byly spojeny do Oravsko-turčianské župy. Jinak došlo jen k malým změnám.

#### Přechodné období (1860–1867)
Postupný návrat ke stavu z roku 1848.

#### Zmodernizované staré stolice (1867–1918)
Hranice žup byly opět změněné na stav z roku 1848, i když drobné změny v průběhu hranic zůstaly zachovány:
- 1877: K Hontianské župě byla připojena Krupina, která doposud byla svobodným královským městem
- 1882: Podle zák. článku LXIII uherského sněmu z roku 1881 se upravily hranice Abovské (přidány Ťahanovce), Hontianské (Kráľovce), Nitranské (Kostoľany pod Tribečom), Novohradské, Spišské (Štos připojený k Abovsko-Turnianské), Šarišské (přibyly Kráľovce, Fijaš, Ruská Voľa, Hermanovce atd.), Tekovské (Neverice, Ladice), Užské (Zbudza), Zemplínské (Malý Kazimír, Byšta) a Zvolenské župy. V tomto roce byla Turnianská župa připojena k Abovu a vznikla Abovsko-Turnianská župa. Obec Lipovník a další čtyři vesnice Turnianské župy byly zase připojeny k Gemersko-Malohontské župě.
- 1884: došlo ještě k drobným změnám hranic Prešpurské (přidány levobřežní Dechtice), Abovské, Nitranské a Zemplínské župy. Původní počet slúžnovských okresů v každé župě (4) se upravil podle potřeb každé župy a jejich hranice se stanovily tak, aby se co nejvíc staly rychle dostupnými obyvateli v jejich rozsahu.

Na území Slovenska bylo po roce 1882 11 celých žup (Bratislavská, Nitranská, Tekovská, Trenčínská, Turčianská, Oravská, Liptovská, Zvolenská, Spišská, Gemersko-Malohontská a Šarišská), významná část 6 žup (Komárenská, Hontianská, Novohradská, Abovsko-turnianská, Zemplínská a Užská) a pouze několik obcí tří žup (Ostřihomská, Rábská, Mošonská).
Následující tabulka ukazuje župy na území Slovenska v letech 1884-1918:
| Název župy           | Rozloha [km²] | Centrum           | Současné státy, do kterých zasahovaly | Podíl ze župy ležící na Slovensku [%] |
| -------------------- | ------------- | ----------------- | ------------------------------------- | ------------------------------------- |
| Abovsko-Turnianska   | 3323          | Košice            | Slovensko, Maďarsko                   | 49,5                                  |
| Bratislavská         | 4370          | Bratislava        | Slovensko, Maďarsko                   | 98,5                                  |
| Gemersko-Malohontská | 4289          | Rimavská Sobota   | Slovensko, Maďarsko                   | 91                                    |
| Hontianska           | 2633          | Šahy              | Slovensko, Maďarsko                   | 82                                    |
| Komárňanská          | 2843          | Komárno           | Slovensko, Maďarsko                   | 48,5                                  |
| Liptovská            | 2247          | Liptovský Mikuláš | Slovensko                             | 100                                   |
| Mošonsko             | 2014          | Mosonmagyaróvár   | Slovensko, Rakousko, Maďarsko         | 4,5                                   |
| Nitrianská           | 5519          | Nitra             | Slovensko                             | 100                                   |
| Novohradská          | 4133          | Balážske Ďarmoty  | Slovensko, Maďarsko                   | 42                                    |
| Oravská              | 3323          | Dolný Kubín       | Slovensko, Polsko                     | 86                                    |
| Ostrihomská          | 1076          | Ostřihom          | Slovensko, Maďarsko                   | 50,5                                  |
| Rábska               | 1527          | Ráb               | Slovensko, Maďarsko                   | 6,5                                   |
| Spišská              | 3668          | Levoča            | Slovensko, Polsko                     | 94,5                                  |
| Šarišská             | 3625          | Prešov            | Slovensko                             | 100                                   |
| Tekovská             | 2724          | Zlaté Moravce     | Slovensko                             | 100                                   |
| Trenčianska          | 4456          | Trenčín           | Slovensko                             | 100                                   |
| Turčianska           | 1123          | Martin            | Slovensko                             | 100                                   |
| Uzskata              | 3230          | Užhorod           | Slovensko, Ukrajina                   | 32                                    |
| Zemplínská           | 6269          | Sátoraljaújhely   | Slovensko, Maďarsko                   | 72                                    |
| Zvolenská            | 2730          | Banská Bystrica   | Slovensko                             | 100                                   |

Od konce 19. století navíc v Uhersku existovala municipiální města, která byla víceméně na úrovni žup. Na Slovensku to byla tato čtyři města:
- Banská Belá a Banská Štiavnica (jedno municipiální město)
- Bratislava
- Komárno
- Košice

#### Československo (1918–1922)
Po vzniku Československa zůstaly župy na území Slovenska a Podkarpatské Rusi v nezměněném tvaru a z velké části s nezměněnými funkcemi. Výjimku tvořily župy na jižním Slovensku - Rábská, Ostřihomská s Komárenskou - které byly sloučeny do Komárenské župy, protože z velké části ležely v Maďarsku, a župa Užská na východě, jejíž slovenská část byla roku 1919 spojena se Zemplínskou župou (zbytek Užské župy zůstal v Podkarpatské Rusi). V souvislosti s hraničním sporem s Polskem došlo také k menším úpravám hranic Oravy a Spiše.
Župní uspořádání však bylo v nově vzniklém Československu jen dočasným řešením. Župy měly značně potlačené svoje samosprávné funkce a všechna moc byla soustředěna do rukou vládou jmenovaného župana. 
Na Slovensku v tomto období existovaly tyto župy:
- Bratislavská
- Komárenská
- Nitranská
- Trenčínská
- Tekovská
- Turčanská
- Oravská
- Liptovská
- Zvolenská
- Hontská
- Novohradská
- Gemersko-malohontská
- Spišská
- Abauj-turňanská
- Šarišská
- Zemplínská
- města s municipálním právem, postavená na úroveň žup
  - Banská Štiavnica a Banská Belá (jedno město)
  - Bratislava
  - Komárno
  - Košice

#### Československo (1923–1928)
Rozdělení území Slovenska bylo 1. ledna 1923 zreorganizováno, původní župy zanikly a vzniklo šest nových žup (neoficiálně nazývaných „veľžupy“) v rámci nového župního zřízení:
- Bratislavská župa (župa XV)
- Nitranská župa (župa XVI)
- Povážská župa (župa XVII)
- Zvolenská župa (župa XVIII)
- Podtatranská župa (župa XIX)
- Košická župa (župa XX)

V českých zemích měly být župy také zavedeny, k čemuž ale kvůli politickým neshodám nedošlo. V Podkarpatské Rusi existovaly až do roku 1928 původní uherské župy, čili tzv. veľžupy byly v Československu zavedeny čistě jen na území Slovenska.

#### Československo (1928–1939 a 1945–1949)
V roce 1928 župní uspořádání Slovenska a Podkarpatské Rusi definitivně zaniklo a bylo nahrazeno zemským uspořádáním (zemské zřízení), přičemž Slovensko tvořilo jednotnou Slovenskou zemi. Toto zřízení na Slovensku zaniklo roku 1939, ale bylo obnoveno po druhé světové válce v letech 1945-1949.

#### Slovensko (1940–1945)
V první Slovenské republice byly roku 1939 znovu vytvořeny župy s upravenými hranicemi, a to tyto:
- Bratislavská (sídlo Bratislava)
- Trenčínská (sídlo Trenčín)
- Nitranská (sídlo Nitra)
- Pohronská (sídlo Banská Bystrica)
- Tatranská (sídlo Ružomberok)
- Šarišsko-zemplínska (sídlo Prešov)